# ميتشيل توماس
ميتشيل توماس (بالإنجليزية: Mitchell Thomas)‏ (2 أكتوبر 1964 بلوتن في المملكة المتحدة - ) هو لاعب كرة قدم بريطاني في مركزي الدفاع والظهير. شارك مع منتخب إنجلترا تحت 21 سنة لكرة القدم. أما مع النوادي، فقد لعب مع توتنهام هوتسبير ونادي بيرنلي ونادي لوتون تاون ووست هام يونايتد.

## وصلات خارجية
- ميتشيل توماس على موقع قاعدة بيانات كرة القدم.إي يو (الإنجليزية)
- ميتشيل توماس على موقع Soccerbase.com (لاعب) (الإنجليزية)
- ميتشيل توماس على موقع عالم كرة القدم.نت (الإنجليزية)